# Samuel da Bulgária
Samuel[a] (em búlgaro: Самуил; romaniz.: Samuil) foi imperador da Bulgária entre 997 e 6 de outubro de 1014. Entre 977 e 997, foi um general sob o comando do segundo filho de Pedro I da Bulgária, Romano I, com quem governou conjuntamente e que concedeu-lhe o comando do exército da Bulgária, e dessa forma conferindo-lhe autoridade real efetiva.[b] Seu governo foi marcado pela guerra constante contra o Império Bizantino e seu ambicioso imperador, Basílio II (r. 976–1025), que estava empenhado em conquistar a Bulgária.
Nos primeiros anos, Samuel conseguiu infligir grandes derrotas aos bizantinos e  lançar campanhas ofensivas dentro do território inimigo. No final do século X, os búlgaros conquistaram também o principado sérvio de Dóclea e Samuel liderou campanhas contra os reinos da Croácia e da Hungria. Porém, a partir de 1001, foi forçado a concentrar-se sobretudo na defesa do seu império contra os exércitos bizantinos. Morreu de ataque cardíaco em 6 de outubro de 1014, dois meses depois da catastrófica batalha de Clídio. A Bulgária foi completamente subjugada por Basílio quatro anos depois, encerrando o chamado Primeiro Império Búlgaro.
Samuel era considerado "invencível no poder e incomparável em força". Comentários similares eram feitos até mesmo em Constantinopla, onde João Ciriota escreveu um poema comparando o imperador búlgaro com um cometa que havia aparecido em 989. Durante seu reinado, a Bulgária conquistou a maior parte dos Balcãs (com a notável exceção da Trácia), chegando até o sul da Grécia. Mudou a capital de Escópia (Skopje) para Ácrida (Ohrid), que já era um centro cultural e militar do sudoeste da Bulgária desde a época de Bóris I e fez da cidade também a sede do Patriarcado da Bulgária. Por conta disso, seu reino é por vezes chamado de "Reino da Bulgária Ocidental" ou "Império Búlgaro Ocidental". Embora o reinado de Samuel tenha testemunhado o fim do Primeiro Império Búlgaro, é considerado um monarca heroico na Bulgária.

## A ascensão dos Cometópulos

### Os Cometópulos
Samuel era o quarto e o mais jovem dos filhos do conde Nicolau, um nobre búlgaro que pode ter sido o conde de Sredets, embora outras fontes sugiram que ele tenha sido um conde regional em algum lugar do território atual da República da Macedônia. Sua mãe era Ripsimia da Armênia.

### Invasão russa e a deposição de Bóris

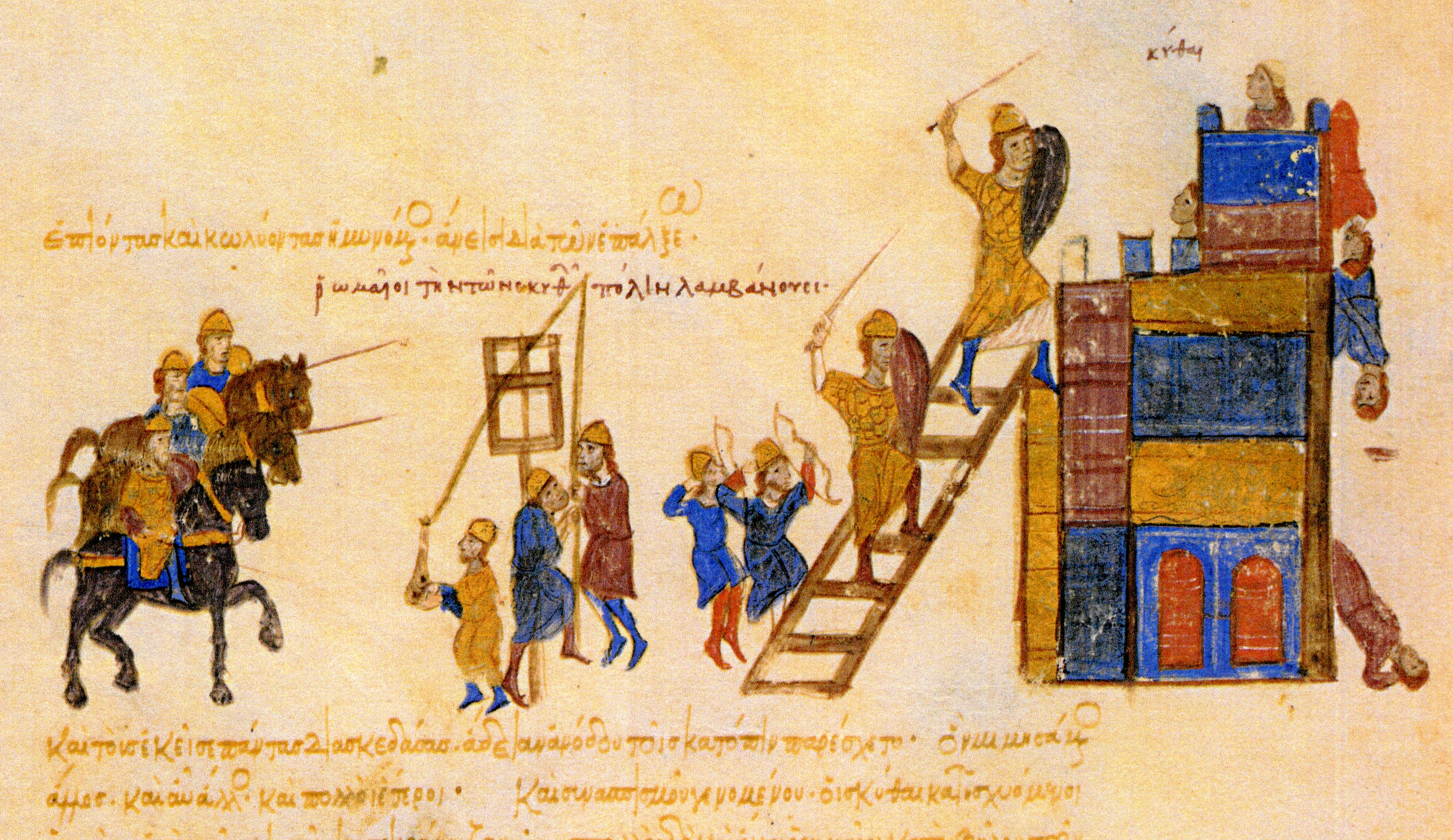
Bizantinos cercando Preslava. Iluminura do Escilitzes de Madri

Durante o reinado de Pedro I, a Bulgária prosperou aproveitando-se de uma paz duradoura com o Império Bizantino assegurada pelo casamento de Pedro com a princesa bizantina Irene Lecapena (nascida "Maria"). Porém, depois da morte dela em 963, a trégua foi abalada e, pelos termos de um novo tratado, Pedro I teve que enviar seus filhos, Bóris e Romano, para Constantinopla como "reféns de honra".[c] Nesta mesma época, bizantinos e búlgaros se viram envolvidos na guerra contra o príncipe da Rússia de Quieve, Esvetoslau I, que invadiu a Bulgária diversas vezes. Depois de uma derrota na batalha de Silistra contra os exércitos quievanos, Pedro se retirou para um mosteiro e morreu logo depois em 969 (ou 970). Como seus dois filhos estavam na capital bizantina, o trono búlgaro ficou vago. Bóris recebeu permissão para voltar, mas não conseguiu conter Esvetoslau e nem restaurar a ordem. Este foi o motivo que supostamente Samuel e seus irmãos teriam usado para começar a planejar uma revolta em 969. Nas palavras de João Escilitzes, "Ele [Pedro] morreu logo em seguida e seus filhos foram enviados à Bulgária para assegurar seu trono ancestral e para conter os Cometópulos [filhos do conde], Davi, Moisés, Aarão e Samuel, filhos de um dos mais poderosos condes da Bulgária, que estavam planejando uma revolta e estavam perturbando os búlgaros".
João I Tzimisces foi então forçado a intervir. Ele rapidamente invadiu a Bulgária, derrotou os russos e conquistou a capital, Preslava, em 970 (ou 971). Bóris II foi ritualmente destituído de suas insígnias imperiais numa cerimônia pública em Constantinopla e, juntamente com o irmão, se tornou um prisioneiro. Embora a cerimônia em 971 tenha tido o objetivo de ser um símbolo do fim do Império Búlgaro, os bizantinos não conseguiram fazer valer seu domínio sobre as províncias ocidentais do país vizinho. O conde Nicolau, pai de Samuel, que tinha relações próximas com a corte real em Preslava, morreu em 970. No mesmo ano[d], os "filhos do conde" se revoltaram contra o imperador bizantino. Se seguiu uma série de eventos mal conhecidos devido às contradições entre as fontes, mas é certo que, depois de 971, Samuel e seus irmãos eram os governantes de facto das terras búlgaras ocidentais.
Em 973, os Cometópulos enviaram emissários ao sacro imperador romano-germânico Otão I (r. 936–976) em Quedlimburgo numa tentativa de conseguir alguma proteção aos seus domínios. Os irmãos governaram juntos numa tetrarquia. Davi governava as regiões mais ao sul e liderou a defesa de uma das mais perigosas fronteiras, perto de Tessalônica e da Tessália e suas principais bases eram Prespa e Castória. Moisés governou a partir de Estrúmica, de onde partiram os ataques à costa do Egeu e a Serres. Aarão governou em Sredets e cabia-lhe a defesa da estrada que ligava Adrianópolis a Belgrado, além dos ataques à Trácia. Samuel governava o noroeste a partir da fortaleza de Vidin e foi ele quem organizou a libertação das áreas conquistadas pelos bizantinos à leste, inclusive Preslava. Alguns registros sugerem que Davi teve um importante papel neste tumultuado período da história búlgara.

### Guerra contra o Império Bizantino
Depois que João I Tzimisces morreu em 11 de janeiro de 976, os Cometópulos lançaram um grande assalto ao longo de toda a fronteira. Em poucas semanas, porém, Davi foi assassinado por bandos valáquios e Moisés foi ferido mortalmente por uma pedra durante o cerco de Serres. As ações dos irmãos ao sul detiveram a maior parte das tropas bizantinas e facilitaram o trabalho de Samuel, que conseguiu libertar o nordeste da Bulgária; o comandante bizantino na região foi derrotado e recuou para a Crimeia. Todos os nobres búlgaros da região que não combateram ativamente a conquista bizantina foram executados e a guerra continuou ao norte do Danúbio até que os últimos resquícios do jugo bizantino foram eliminados.
Depois destas derrotas nos Balcãs, o Império Bizantino sucumbiu a uma guerra civil. O comandante do exército na Ásia Menor, Bardas Esclero, se revoltou e enviou tropas da Trácia sob o comando de seu filho Romano para cercar Constantinopla. O novo imperador, Basílio II, não tinha os recursos necessários lutar simultaneamente contra búlgaros e rebeldes e acabou se valendo de traições, conspirações e complicados planos diplomáticos para se defender. Ele fez muitas promessas aos búlgaros e a Esclero para impedir que se aliassem. Aarão, o mais velho dos Cometópulos ainda vivo, foi atraído por uma aliança com os bizantinos e pela oportunidade de tomar o poder na Bulgária para si. Na época, ele defendia territórios na Trácia mais sujeitos à ameaça bizantina. Basílio conseguiu fechar o acordo e Aarão exigiu se casar com a irmã de Basílio para assegurar o compromisso. Porém, o imperador enviou, no lugar dela, a esposa de um de seus oficiais, juntamente com o bispo de Sebaste. A tramoia foi descoberta e o bispo acabou assassinado, mas mesmo assim as negociações continuaram e resultaram num acordo de paz. Escilitzes conta que Aarão queria o poder todo para si e "simpatizava com os romanos [bizantinos]". Samuel soube da conspiração e o confronto se tornou inevitável. A luta irrompeu nas redondezas de Dupnitsa em 14 de junho de 976 e terminou com a derrota de Aarão, cuja família foi toda exterminada. Apenas seu filho, João Vladislau, sobreviveu por que o filho de Samuel, Gabriel Radomir, interveio em seu favor. Dali em diante, praticamente todo o poder e autoridade na Bulgária passou para as mãos de Samuel e o perigo de novas revoltas internas foi praticamente eliminado.
Porém, outra teoria sugere que Aarão teria participado na batalha da Porta de Trajano dez anos depois. De acordo com ela, Aarão foi morto em 14 de junho de 987 ou 988.

## Governo com Romano
Depois de o plano bizantino de usar Arão para desestabilizar a Bulgária fracassar, Basílio tentou encorajar os verdadeiros herdeiros do trono,[e] Bóris II e Romano I, a tomarem o trono. Basílio esperava conseguir o apoio dos nobres para isolar Samuel e eventualmente iniciar uma guerra civil. Os dois foram libertados em 977, mas quando tentavam passar pela fronteira através de uma floresta Bóris foi morto por soldados búlgaros por estar vestido com roupas bizantinas. Romano, que estava mais atrás, conseguiu se identificar aos guardas.
Ele foi levado a Vidin, onde foi proclamado imperador da Bulgária. Samuel se tornou seu braço direito e principal general; juntos, eles alistaram um exército para combater os bizantinos. Durante seu cativeiro, Romano havia sido castrado por ordem de João I Tzimisces para que não tivesse herdeiros, o que assegurava a sucessão de Samuel ao trono. O novo imperador encarregou-o da administração do estado e se ocupou principalmente de assuntos religiosos e da Igreja da Bulgária.
Como os esforços de Basílio II estavam concentrados no combate ao rebelde Esclero, os exércitos de Samuel atacaram as possessões europeias do Império Bizantino. Samuel invadiu não apenas a Trácia e a região de Tessalônica, mas também a Tessália, a Grécia central (Hélade) e o Peloponeso. Muitas fortalezas bizantinas caíram. Samuel queria tomar a importante fortaleza de Lárissa, que controlava as principais rotas para a Tessália e, de 977 a 983, a cidade permaneceu cercada. Depois que a fome obrigou a rendição dos bizantinos, toda a população foi deportada para o interior da Bulgária e os homens foram forçados servir no exército búlgaro. Embora Basílio II tenha enviado forças para a região, elas foram derrotadas e os bizantinos perderam sua principal base de poder na península. Com esta vitória, a Bulgária ganhou influência sobre a maior parte da região sudoeste dos Bálcãs. Em Lárissa, Samuel capturou as relíquias de Santo Aquiles, que foram depois depositadas numa igreja especialmente construída para isso numa ilha no lago Prespa.
| “ | Mesmo se o sol não tivesse se posto, eu jamais teria imaginado que as flechas mésias [búlgaras] seriam mais poderosas que as lanças avzonianas [bizantinas] ...E quando você, Fáeton [sol], descer à terra com sua carruagem de brilho dourado, conte à grande alma de César: o Danúbio [Bulgária] tomou a coroa de Roma. As flechas dos mésios quebraram as lanças dos avszonianos. | ” |
|   | — João Ciriota sobre a batalha da Porta de Trajano. |   |

Os sucessos búlgaros no ocidente aumentaram as tensões em Constantinopla e, depois de muitas preparações, Basílio II lançou uma campanha contra o coração do Império Búlgaro para atrair as tropas de Samuel para fora da Grécia. O exército bizantino atravessou as montanhas perto de Ihtiman e cercou Sredets em 986. Por 20 dias os bizantinos atacaram a cidade, mas o cerco se mostrou infrutífero e caro: por diversas vezes, os búlgaros saíram da cidade, mataram muitos soldados bizantinos e capturaram animais de carga e cavalos. No final, as tropas búlgaras incendiaram as armas de cerco dos bizantinos, forçando Basílio II a recuar para a Trácia. Porém, em 17 de agosto de 986, num passo de montanha chamado Porta de Trajano, seu exército foi emboscado e completamente destruído. A derrota foi um severo golpe para Basílio, que foi um dos poucos a retornar com vida à capital bizantina, mesmo tendo perdido seu tesouro pessoal.
Depois da derrota, uma nova revolta, desta vez liderada por Bardas Focas, o Jovem, desviou novamente as atenções do imperador.  Samuel se aproveitou e começou a pressionar Tessalônica, a segunda maior cidade bizantina. Basílio II enviou um enorme exército para lá e nomeou um novo governador, Gregório Taronita, mas não conseguiu impedir o avanço búlgaro. Em 989, as tropas inimigas já haviam penetrado profundamente em território bizantino e capturado diversas fortalezas, incluindo cidades importantes como Beroia e Sérvia. No sul, os búlgaros atravessaram o Epiro e, no ocidente, tomaram toda a região de Dirráquio (atual Durrës) na costa do Adriático.
No mesmo ano, Focas foi morto e seus seguidores se renderam; em 990, Basílio conseguiu finalmente entrar num acordo com Esclero. Os bizantinos estavam agora livres para atacar novamente a Bulgária e a guerra reiniciou em 991. O exército búlgaro foi derrotado, Romano foi capturado, mas Samuel conseguiu escapar. Os bizantinos conseguiram conquistar algumas regiões, mas, em 995, o Califado Abássida invadiu a Ásia Menor e Basílio foi forçado a movimentar suas tropas para lá para enfrentar a nova ameaça. Samuel rapidamente reconquistou o território perdido e avançou para o sul. Em 995 ele derrotou os bizantinos na batalha de Tessalônica, na qual Gregório Taronita foi morto e seu filho, capturado. Encorajados pelas vitórias, os búlgaros continuaram avançando para o sul e, marchando pela Tessália, superaram a muralha defensiva que havia sido construída em Termópilas e invadiram o Peloponeso devastando tudo pelo caminho.
Para enfrentá-los, foi enviado um exército comandado por Nicéforo Urano e os búlgaros marcharam para o norte para dar-lhe combate. As duas forças se encontraram perto do rio Esperqueu. Os bizantinos encontraram um vau para atravessá-lo e, na noite de 19 de julho de 996, surpreenderam o desprevenido exército búlgaro, destruindo-o na batalha de Esperqueu. Samuel foi ferido no braço e escapou por pouco de ser capturado; ele e seu filho teriam se fingido de mortos e, depois que anoiteceu, fugiram e andaram 400 quilômetros até chegarem à Bulgária. Pesquisas realizadas no corpo de Samuel sugerem que o osso de seu braço cicatrizou num ângulo de 140°, o que o teria deixado aleijado.

## Imperador

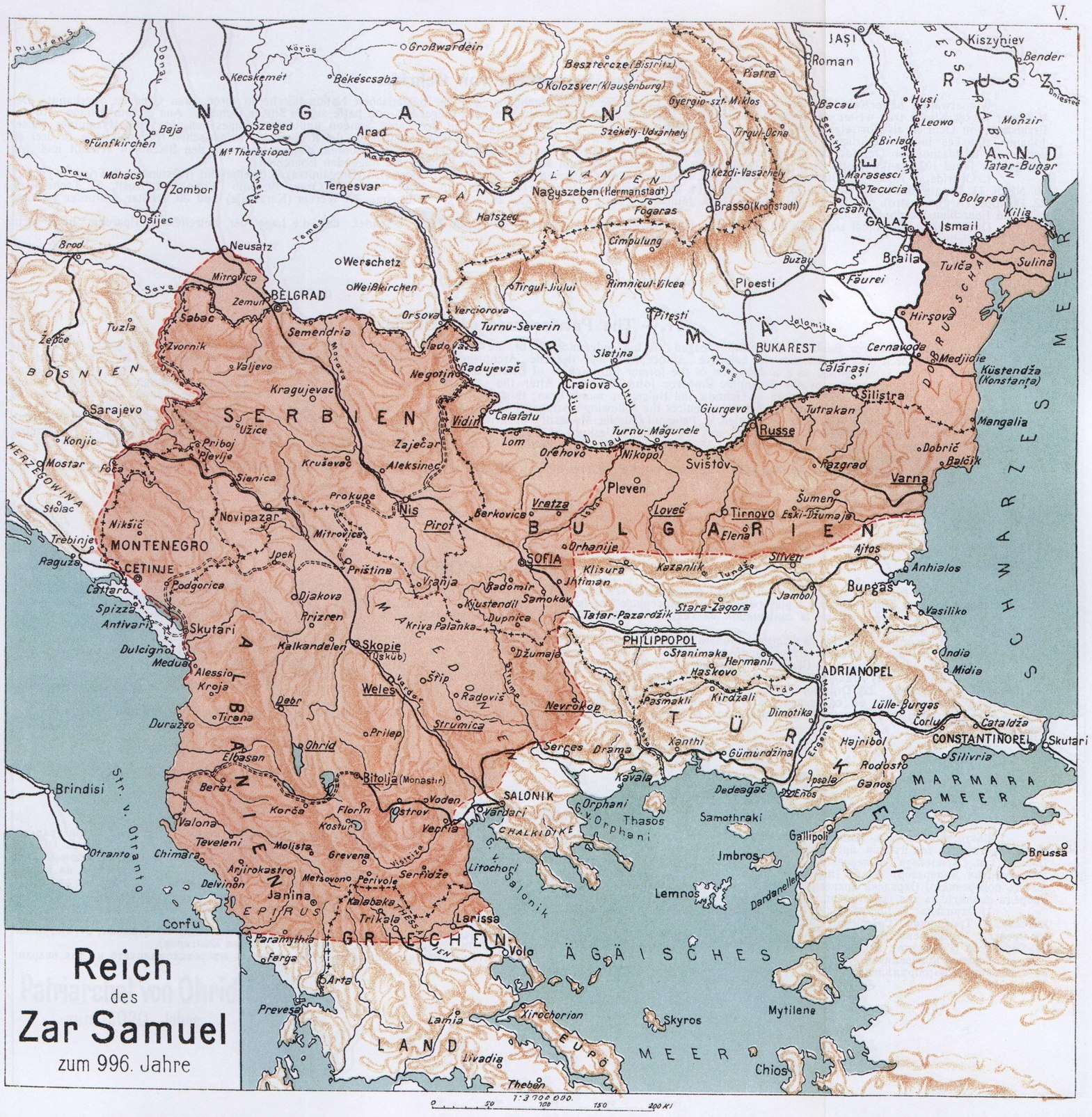
Campanhas de Samuel durante o Primeiro Império Búlgaro (976–1014)

Em 997, Romano morreu prisioneiro em Constantinopla, encerrando a linhagem de Crum. Por causa da guerra contra os bizantinos, o trono não poderia ficar vago por muito tempo e, por isso, Samuel foi escolhido por ter relações próximas com o falecido Romano. O relato do "presbítero de Dóclea" lembra o evento: "Naquela época entre os búlgaros emergiu um tal Samuel, que se auto-proclamou imperador. Ele liderou uma longa guerra contra os bizantinos e os expulsou de todo o território da Bulgária e eles não mais ousaram a se aproximar".
| “ | Acima o cometa chamuscou o céu, abaixo o comet[opuli] [Samuel] incendeia o ocidente. | ” |
|   | — João Ciriota.                                                                      |   |

Constantinopla não reconheceu o novo imperador, uma vez que, para os bizantinos, a abdicação de Bóris II representava o fim da Bulgária e Samuel era tratado como um mero rebelde. O imperador búlgaro buscou ser reconhecido pelo papa, o que seria um sério golpe para a posição dos bizantinos nos Balcãs, além de enfraquecer a influência do Patriarca de Constantinopla, uma vantagem para a sé de Roma e para a Bulgária. Samuel possivelmente recebeu a coroa imperial do papa Gregório V.[f]

### Guerra contra os sérvios e croatas
Em 998, Samuel iniciou um grande campanha contra o principado sérvio de Dóclea para impedir uma aliança entre o príncipe João Vladimir e os bizantinos. Quando as tropas búlgaras alcançaram a região, o príncipe e seu povo fugiram para as montanhas. Samuel deixou parte de seu exército vigiando-os e usou o restante para cercar a fortaleza costeira de Ulcinj. Numa tentativa de impedir mais derramamento de sangue, ele pediu que João se rendesse e, depois que ele se recusou, acabou sendo traído por alguns de seus nobres que, entendendo que a resistência era inútil, se renderam. O príncipe acabou sendo exilado para um dos palácios de Samuel em Prespa.
As tropas búlgaras atravessaram a Dalmácia, tomaram Cotor e chegaram até Dubrovnik. Sem conseguir tomar a cidade, eles devastaram a zona rural e todas as vilas nas proximidades. Em seguida, o exército atacou a Croácia para apoiar os príncipes rebeldes Cresimiro III e Goislau. As forças de Samuel avançaram na direção noroeste até Split, Trogir e Zadar, depois se viraram para o nordeste atravessando a Bósnia e a Ráscia para voltar à Bulgária.
Cossara, a filha de um nobre búlgaro chamado Teodoreto, um dos prováveis filhos de João Crisélio, se apaixonou por João Vladimir, que era prisioneiro dos búlgaros. Os dois se casaram depois de conseguir a aprovação de Samuel e João recebeu permissão de retornar para seus domínios como um funcionário dos búlgaros juntamente com seu tio Dagomir, que era da confiança de Samuel. Na mesma época, a princesa Miroslava se apaixonou pelo prisioneiro bizantino Asócio Taronita e ameaçou se matar se não recebesse permissão para casar-se com ele. Samuel cedeu e nomeou Asócio como governador de Dirráquio. O imperador búlgaro também se aliou aos magiares quando seu filho — e herdeiro aparente — Gabriel Radomir se casou com a filha do grão-príncipe Géza.

### Avanço bizantino
O início do novo milênio mudou completamente a sorte dos búlgaros. Basílio II conseguiu reunir um grande exército e, determinado a conquistar a Bulgária, trouxe para os Bálcãs a maior parte de suas tropas mais experientes do oriente colocando finalmente Samuel na defensiva.
Em 1001, Basílio enviou uma poderosa força comandada pelo patrício Teodorocano e por Nicéforo Xífias para além da cordilheira dos Bálcãs com o objetivo de tomar as principais fortalezas búlgaras na região. As tropas bizantinas recapturaram Preslava e Plisca, subjugando novamente o nordeste da Bulgária. No ano seguinte, os bizantinos atacaram na direção oposta, marchando através de Salonica para recapturar a Tessália e as partes mais ao sul do Império Búlgaro. Mesmo sendo casado com uma das sobrinhas de Samuel, o comandante da fortaleza de Beroia, Dobromir, se rendeu voluntariamente e desertou para o lado bizantino. Colidro também caiu sem luta, mas seu comandante, Dimitar Tihon, conseguiu escapar e, com suas tropas, se juntou a Samuel. A cidade seguinte, Sérvia, não caiu tão facilmente; seu governador, Niculitsa, organizou bem a defesa, que lutou corajosamente até que os bizantinos finalmente conseguiram superar as muralhas, forçando a rendição. Niculitsa foi levado para Constantinopla e recebeu o prestigioso título de patrício, mas logo escapou e voltou para os búlgaros. Ele tentou retomar Sérvia, mas o cerco fracassou e ele foi novamente capturado e preso.
Enquanto isso, a campanha de Basílio logrou reconquistar muitas cidades na Tessália. Ele forçou a população búlgara das áreas reconquistadas a se mudar para Voleron, uma área entre os rios Mesta e Maritsa. Edessa resistiu por semanas, mas acabou caindo depois de um longo cerco. Sua população foi deportada para Voleron e seu governador foi levado para Tessalônica, onde foi forçado a se casar com a filha de um nobre local. Sem a menor intenção de se casar com o inimigo, Dragchan tentou fugir por três vezes e acabou sendo executado.

### Guerra contra a Hungria
O conflito bizantino-búlgaro alcançou o ápice em 1003, quando a Hungria se envolveu. Desde o início do século IX, o território búlgaro se estendia dos Cárpatos até o rio Tisza e o médio Danúbio. No reinado de Samuel, o governador desta região noroeste era o duque Atum, neto do duque Glad, que fora derrotado pelos húngaros na década de 930. Atum comandava um grande exército e defendeu bravamente a fronteira do império em seus domínios. Também construiu muitas igrejas e mosteiros por toda região, o que ajudou a espalhar o cristianismo na Transilvânia.
Embora o casamento de Gabriel Radomir com a filha do monarca húngaro tenha estabelecido relações amigáveis entre os dois mais poderosos estados na região do Danúbio, essas relações se deterioraram muito depois da morte de Géza. Os búlgaros apoiaram Gilas e Cupano como sucessores, em vez do filho dele, Estêvão. Como resultado final do conflito, o casamento de Gabriel com a princesa húngara foi desfeito e os húngaros atacaram Atum, que havia apoiado diretamente os pretendentes à coroa húngara. Estêvão convenceu Hanadino, o braço direito de Atum, a ajudá-lo e, quando a conspiração foi descoberta, o traidor fugiu e se juntou às forças húngaras. Na mesma época, um poderoso exército bizantino cercou Vidin, a capital de Atum. Mesmo tendo que deixar uma boa parte de suas forças para defender Vidin, Atum continuou ocupado com as guerras ao norte. Depois de muitos meses, ele acabou sendo morto após uma derrota frente aos húngaros e, como resultado, a influência búlgara na região do Danúbio diminuiu.

### Mais vitórias bizantinas

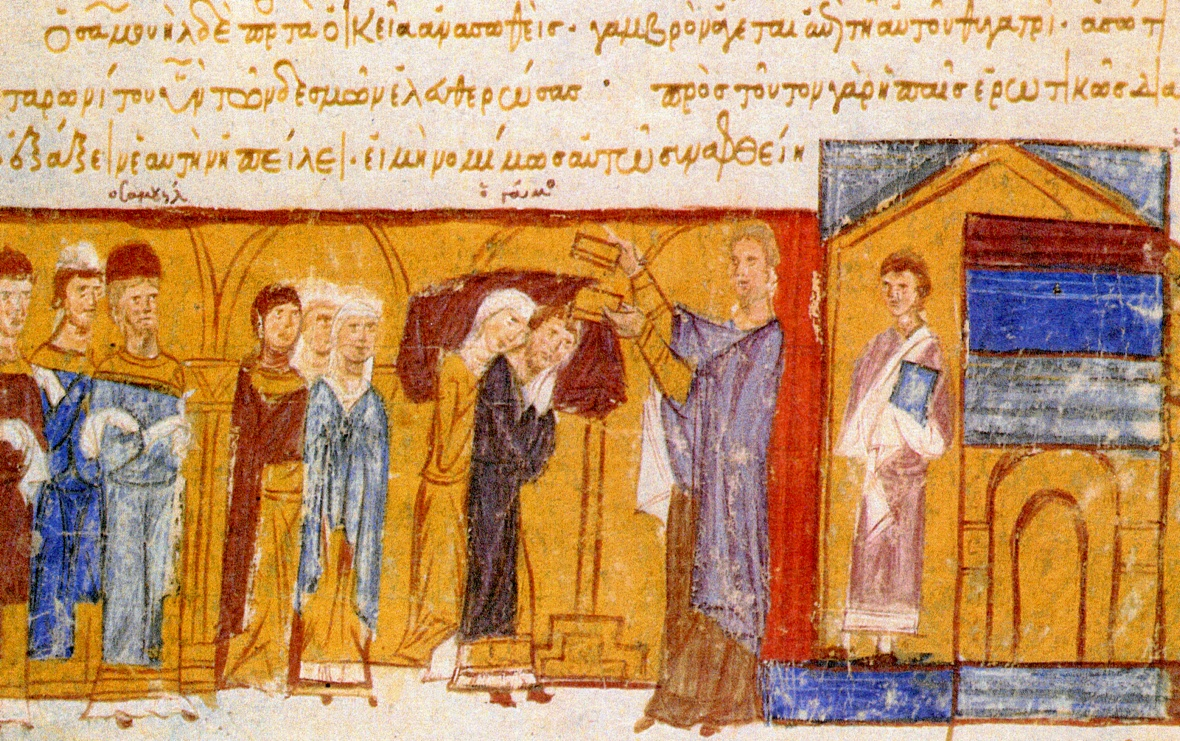
Casamento de Asócio Taronita, o governador de Dirráquio com a filha de Samuel, Miroslava.Iluminura no Escilitzes de Madrid.

Os bizantinos se aproveitaram dos problemas búlgaros no norte. Em 1003, Basílio marchou à frente de um grande exército até Vidin, a mais importante cidade no noroeste da Bulgária, e, depois de um cerco de oito meses, conseguiu capturar a cidade, supostamente por causa da traição de um bispo local. Antes disso, os defensores haviam conseguido repelir todas as tentativas de invasão, utilizando inclusive o fogo grego. Enquanto Basílio estava ocupado em Vidin, Samuel atacou na direção oposta: em 15 de agosto, ele atacou Adrianópolis (atual Edirne) e saqueou a região.
Basílio decidiu retornar a Constantinopla depois disso, mas, temendo um encontro com o principal exército búlgaro na estrada para sua capital, preferiu seguir por uma rota alternativa. Os bizantinos marcharam através do vale do Morava e alcançaram a importante cidade búlgara de Escópia (Skopje) em 1004. O exército búlgaro estava acampado do outro lado do rio Vardar. Depois de encontrar um vau para cruzar o rio, Basílio atacou e derrotou o exército de Samuel apanhando-o de surpresa, usando a mesma tática que já havia rendido frutos em Esperqueu. Os bizantinos continuaram marchando para leste e cercaram Pernik. O governador da cidade, Cracra (Krakra), não se deixou seduzir pelas promessas de títulos e riquezas e conseguiu defender com sucesso sua fortaleza. Os bizantinos recuaram para a Trácia depois de sofrerem pesadas perdas 
No mesmo ano, Samuel marchou novamente contra Tessalônica. Seus homens emboscaram e capturaram João Caldo, o governador da cidade,  mas esta vitória não era suficiente para compensar as perdas búlgaras dos quatro anos anteriores. Os revezes na guerra desmoralizaram alguns comandantes militares búlgaros, especialmente os ex-nobres bizantinos capturados e alistados no exército. O genro de Samuel, Asócio Taronita, por exemplo, que era governador de Dirráquio, tentou contatar os bizantinos locais, inclusive o influente João Crisélio, sogro de Samuel. Ele e sua esposa embarcaram em um dos navios bizantinos que cercavam a cidade e fugiram para Constantinopla. Em seguida, o próprio Crisélio rendeu a cidade ao comandante bizantino Eustácio Dafnomeles em 1005, assegurando para si e para seus filhos a posição de patrício. 
Em 1006-1007, Basílio invadiu novamente o coração das terras búlgaras e, em 1009, as forças de Samuel foram derrotadas na batalha de Creta, a leste de Tessalônica. Nos anos seguintes, Basílio lançou campanhas anuais contra o território búlgaro, devastando tudo o que encontrava pelo caminho. Mesmo sem uma batalha decisiva, estava claro que o fim da resistência búlgara estava cada vez mais próximo.

### Desastre de Clídio

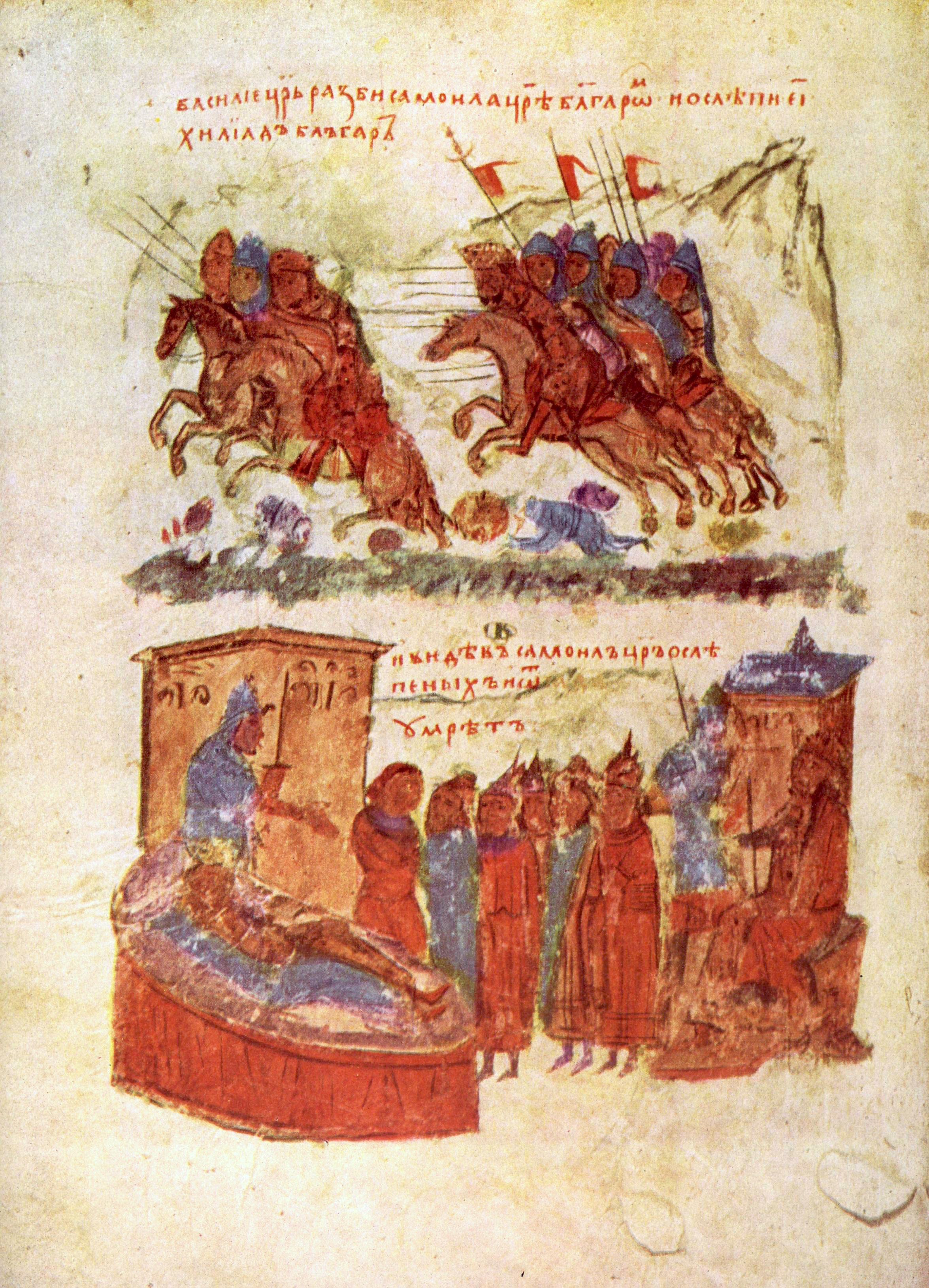
Derrota de Samuel em Clídio e o retorno dos soldados cegos.Iluminura na Crônica de Constantino Manasses.

Em 1014, Samuel resolveu impedir Basílio de invadir novamente o território búlgaro. Como os bizantinos geralmente passavam pelo vale do Estrúmica para penetrar na Bulgária, Samuel construiu ali uma grossa muralha de madeira tirando proveito das profundas gargantas perto da vila de Clídio (Kleidion - "chave").
Quando Basílio lançou sua campanha seguinte no verão de 1014, seu exército sofreu pesadas perdas tentando superar esta muralha. Enquanto isso, Samuel enviou outro exército, comandado por Nestoritsa, para atacar Tessalônica como forma de obrigar Basílio a dividir suas forças. Nestoritsa foi derrotado perto da cidade pelo seu governador, Botaniates, cujas forças posteriormente se juntariam ao exército bizantino em Clídio. Depois de vários dias de tentativas constantes de atravessar a muralha, um comandante bizantino, o governador de Plovdiv, Nicéforo Xífias, encontrou uma forma de contorná-la e, em 29 de julho, atacou os búlgaros pela retaguarda. Apesar da desesperada resistência, os bizantinos esmagaram o exército búlgaro na batalha de Clídio, capturando por volta de 14 000 soldados, ou, de acordo com algumas fontes, 15 000. Basílio imediatamente enviou forças, sob o comando de seu favorito Teofilato Botaniates, para perseguir o que restava das forças búlgaras, mas os bizantinos acabaram sendo derrotados numa emboscada liderada por Gabriel Radomir, que matou pessoalmente Teofilacto.
Depois de Clídio, os soldados búlgaros foram cegados por ordem de Basílio; um em cada 100 foi deixado com apenas um dos olhos para que pudesse liderar o grupo para casa. Os soldados cegos foram libertados e enviados de volta a Samuel, que, segundo os relatos, teria tido um ataque cardíaco ao vê-los. Ele morreu dois dias depois, em 15 de outubro de 1014. Este ato selvagem deu ao imperador bizantino o epíteto de Bulgaróctono (em grego: Βουλγαροκτόνος; romaniz.: Boulgaroktonos; "matador de búlgaros"). Alguns historiadores especulam que foi a morte de seu general favorito, Teofilacto, que teria enfurecido Basílio.
A batalha de Clídio teve importantes consequências políticas. Embora o filho e sucessor de Samuel, Gabriel Radomir, fosse um talentoso general, ele não conseguiu recuperar o poder da Bulgária. Depois da morte de Samuel, muitos de seus subordinados, incluindo Cracra de Pernik, se renderam aos bizantinos. Nos confins do norte-noroeste, o duque de Sírmia, Sermão, foi enganado e morto pelos bizantinos. Depois de uma série de batalhas, em 1018 o Império Búlgaro já havia sido completamente conquistado, apenas quatro anos depois da morte de Samuel. A maior parte do território foi transformado no recém-fundado Tema da Bulgária, com Escópia como capital. Somente depois de mais de 150 anos é que a Bulgária conseguiria novamente sua independência, resultado direto da revolta dos irmãos Pedro e Asen em 1185.

### Família, túmulo e legado
Samuel casou-se com Ágata, filha do magnata João Crisélio. Eles tiveram cinco filhos:
- Gabriel Radomir, seu sucessor e imperador da Bulgária (r. 1014–1015). Ele se casou duas vezes, a primeira com Margarete da Hungria e a segunda, com Irene de Lárissa.
- Miroslava, casada com o nobre bizantino Asócio Taronita, governador de Dirráquio.
- Filha de nome desconhecido, casada com o nobre húngaro Basílio.
- Duas filhas de nome desconhecido.

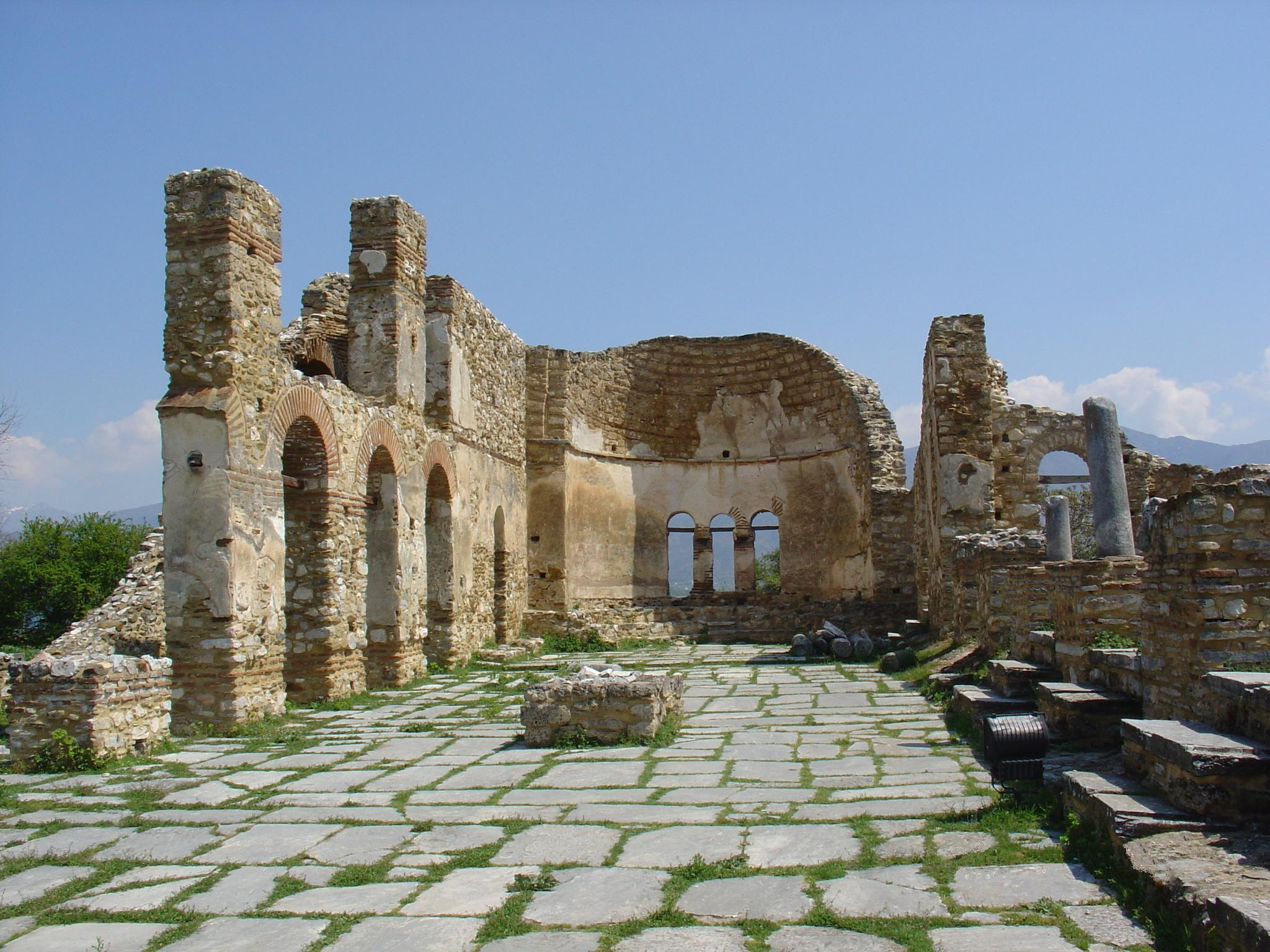
Os restos da Basílica de São Aquiles, no lago Prespa, onde a tumba de Samuel foi encontrada

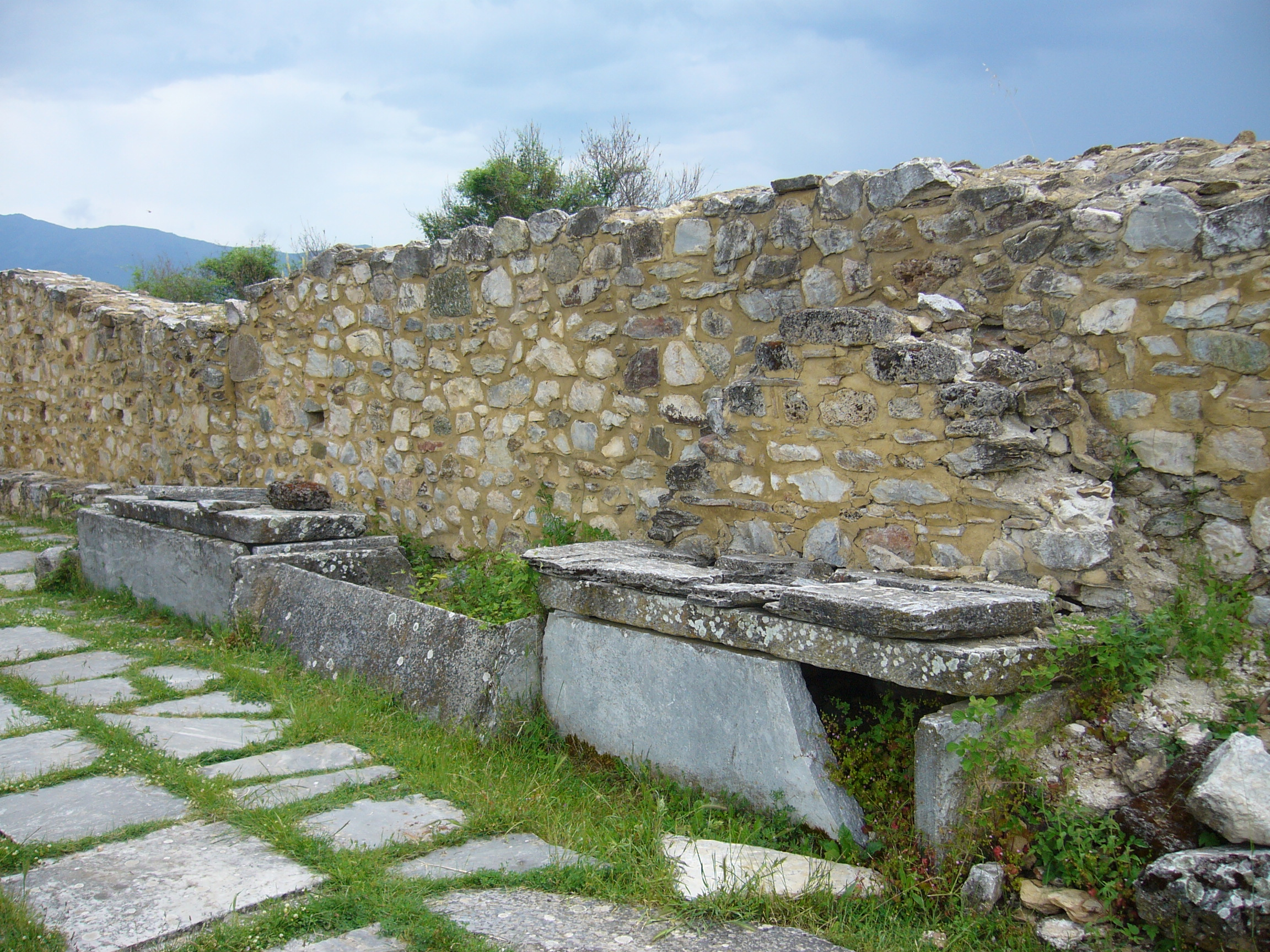
Os sarcófagos dos tsares búlgaros Samuel, Gabriel Radomir e João Vladislau en São Aquiles, Grécia

Depois da queda da Bulgária, os descendentes de Samuel receberam terras na Ásia Menor e na Armênia e assumiram importantes posições na corte bizantina. Uma de suas netas, Catarina, se tornou uma imperatriz. Outro neto, Pedro Deliano, liderou uma tentativa de restaurar a independência búlgara depois de uma grande revolta em 1040–1041. Duas outras mulheres da dinastia se tornaram imperatrizes e muitos nobres serviram no exército como estrategos ou governadores nas províncias.
Há também outra versão sobre a origem de Samuel. O historiador do século XI Estêvão de Taraunitis escreveu que Samuel teve apenas um irmão, afirmando que ambos eram armênios do distrito de Derzena, um território armênio incorporado ao Império Bizantino. Foram enviados para lutar contra os búlgaros na Macedônia, mas terminaram juntando-se a eles. Esta versão é apoiada pelo historiador Nicholas Adontz, que analisou os eventos e fatos do século e concluiu que Samuel teve apenas um irmão, Davi. A versão de Taraunitis é também apoiada pelo historiador Jordan Ivanov; além disso, apenas um irmão é mencionado na inscrição de Samuel. O historiador árabe cristão Iáia de Antioquia afirma que o filho de Samuel, Gabriel, foi assassinado pelo líder dos búlgaros, filho de Aarão, porque Aarão pertencia à raça que reinava sobre a Bulgária. Taraunitis e Iáia claramente distinguem a raça de Samuel da de Ararão ou a raça dos Cometópulos da raça real. Davi e Samuel foram de origem armênia e Moisés de Aarão foram armênios do lado materno.
O túmulo de Samuel foi encontrado em 1965 pelo professor Nikolaos Moutsopoulos na Igreja de Santo Aquiles na ilha epônima no lago Prespa. O próprio Samuel mandou construir esta igreja para abrigar as relíquias de Santo Aquiles. O que se acredita ser o brasão da Casa dos Cometópulos, dois papagaios empoleirados, estava bordado em sua mortalha. Seus restos estão mantidos num local secreto na Grécia, mas, pelos termos de um acordo recente, eles serão devolvidos à Bulgária e enterrados na Igreja dos Santos Quarenta Mártires em Tarnovo juntamente com os restos dos imperadores Joanitzes e Miguel Sismanes.
Samuel está entre os mais governantes búlgaros mais renomados. Sua luta com o Império Bizantino é marcada como um período épico da história búlgara. O grande número de monumentos e memoriais na Bulgária e República da Macedônia, como os de Petrich e Ácrida, atestam a marca que esta figura história deixou na memória do povo. Quatro aldeias têm seu nome, bem como o cabo Samuel, na Ilha Livingston, Antártica. Samuel é a principal figura em, ao menos, três grandes romances búlgaros dos autores Dimitar Talev, Anton Donchev e Stefan Tsanev e também estrela no romance grego "Nos tempos do Mata-búlgaros", de Penelope Delta, que seguiu de perto o fluxo da narrativa dos eventos apresentada por St. Runciman; é mencionado nos versos de Ivan Vazov e Pench Slaveykov.

## Nomenclatura

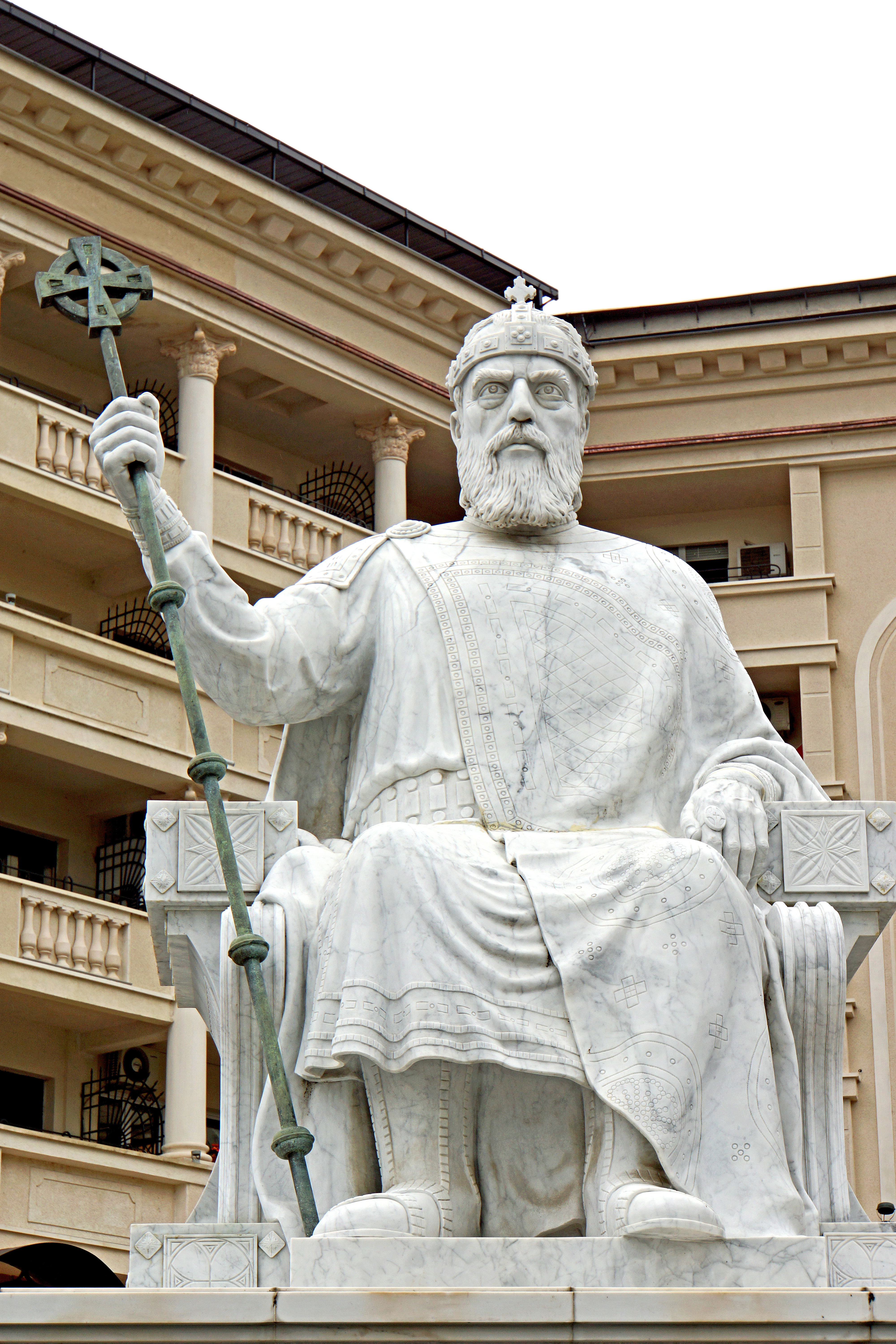
Skopje, Macedonia.

O império de Samuel teve seu centro em torno de Ácrida, a ocidente e sudoeste deste centro cultural precoce do Primeiro Império Búlgaro. Isso levou o historiador iugoslavo George Ostrogorsky distinguiu o Império de Samuel do Império Búlgaro, referindo-se a ele como "Império Macedônico", embora afirme que foi politicamente e eclesiasticamente um descendente direto do império de Simeão I e Pedro I, e ter sido considerado por Samuel e os bizantinos como sendo o Império Búlgaro. Alguns historiadores da mesma escola, como o estudioso sérvio Anastasijević, alegaram ainda que Samuel governou um Império Eslavo separado, fundado como resultado de uma rebelião antibúlgara. Estas teorias iugoslavas são agora rejeitadas pelos historiadores sérvios modernos e são tenazmente mantidas apenas na República da Macedônia, onde a doutrina oficial do Estado refere-se a um Império "Eslavo-Macedônico", ou mesmo "de etnia macedônia". Contudo, esta controvérsia é anistórica, uma vez que projeta distinções étnicas modernas no passado.